# Veigue
Veigue (llamada oficialmente Santa Comba de Veigue) es una parroquia española del municipio de Sada, en la provincia de La Coruña, Galicia.

## Otro nombre
La parroquia también se denomina Santa Columba de Veigue.

## Entidades de población
Entidades de población que forman parte de la parroquia:
- Chan da Aldea
- Cirro
- Fraga (A Fraga)
- Quintán (O Quintán)
- San Pedro
- Soutilo
- Valexa (A Valexa)
- A Besta
- Creba o Carro
- O Cruceiro
- O Chan da Agra
- A Faramenga
- Os Lagos
- Lapa
- A Ortiga

## Demografía
| Gráfica de evolución demográfica de Veigue entre 2000 y 2019 |
|                                                              |
| Datos según el nomenclátor publicado por el INE.             |